# Комплекс з виробництва добрив Тиргу-Муреш
Комплекс з виробництва добрив Тиргу-Муреш – майданчик хімічного спрямування у Румунії. 
В 1966 році стала до ладу перша черга заводу, що отримала виробництва аміаку, нітратної кислоти (з аміаку) та азотних добрив – нітрату амоіню (продукт реакції нітратної кислоти та все того ж аміаку) та аміачної води. Річна потужність черги становила 90 тисяч тонн аміаку (300 тонн на добу), 120 тисяч тонн нітратної кислоти, 150 тисяч тонн нітрату амонію та 40 тисяч тонн аміачної води. 
В 1968-му ввели в дію другу чергу, що мала таку саме добову потужність по аміаку у 300 тонн. Загальний річний показник майданчику тепер рахувався як 190 тисяч тонн аміаку, 360 тисяч тонн нітратної кислоти та 450 тисяч тонн нітрату амонію.
У 1974-му стали до ладу треті лінії аміаку (добова потужність 900 тонн) та нітратної кислоти, а наступного року асортимент майданчику розширили за рахунок комплексних азотно-фосфорно-калійних добрив (NPK).
В 1978-му ввели в дію четверті лінії аміаку (так само добовою потужністю 900 тонн) та нітратної кислоти, третю лінію нітрату амонію, а також виробництво сечовини (продукт реакції аміаку та діоксиду вуглецю). 
У 1981-му запустили продукування меламіну, сировиною для якого є сечовина.
Як сировину для виробництва аміаку використовують природний газ. Тиргу-Муреш знаходиться у відомому своїми численними газовими родовищами регіоні Трансильванії, втім, наразі на тлі їх виснаження всі колись споруджені звідси газопроводи – Трансильванія – Ясси, Трансильванія – Бухарест, Трансильванія – Медієшу-Ауріт та Трансильванія – Арад – наразі стали бідирекціональними та можуть за необхідності подавати додатковий ресурс.
Майданчик належить компанії Azomures, яку в 2012-му придбала швейцарська Ameropa. Станом на середину 2010-х потужність заводу рахувалась як 700 тисяч тонн нітратних добрив у формі нітрату амонію, кальцій-аміачної селітри (суміш кальцієвої та аміачної солей нітратної кислоти) та нітрату кальцію, 300 тисяч тонн сечовини, 300 тисяч тонн рідкої суміші сечовини та нітрату амонію і 650 тисяч тонн NPK. Майданчик продовжує випускати меламін, товарну нітратну кислоту та аміачну воду.